# Перо

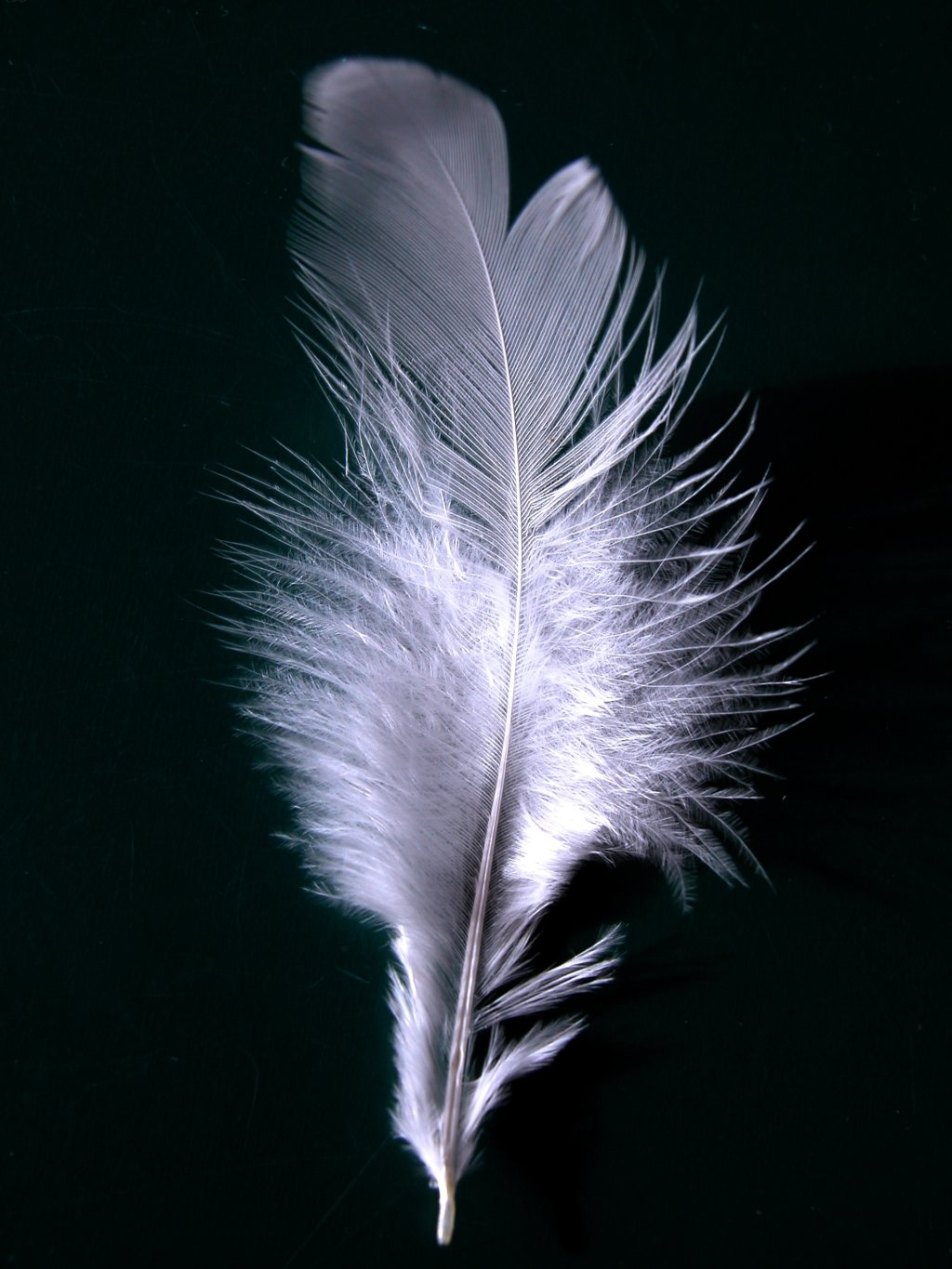
Белое перо.

Перо — накожное роговое образование птиц и некоторых динозавров.
Перья растут на определённых участках кожи, называемых птерилиями. Лишь у немногих нелетающих птиц, например у пингвиновых, птерилии не выражены, а перья растут равномерно по всему телу. Перья не покрывают равномерно всего тела, а оставляют голые места (аптерилии, или аптерии).
Различают следующие части: стержень (лат. rachis), с нижней толстою частью — очином (calamus), и опахало (vexillum); внутри очина находится засохшая ороговевшая ткань (душка).

## Эволюционное происхождение перьев

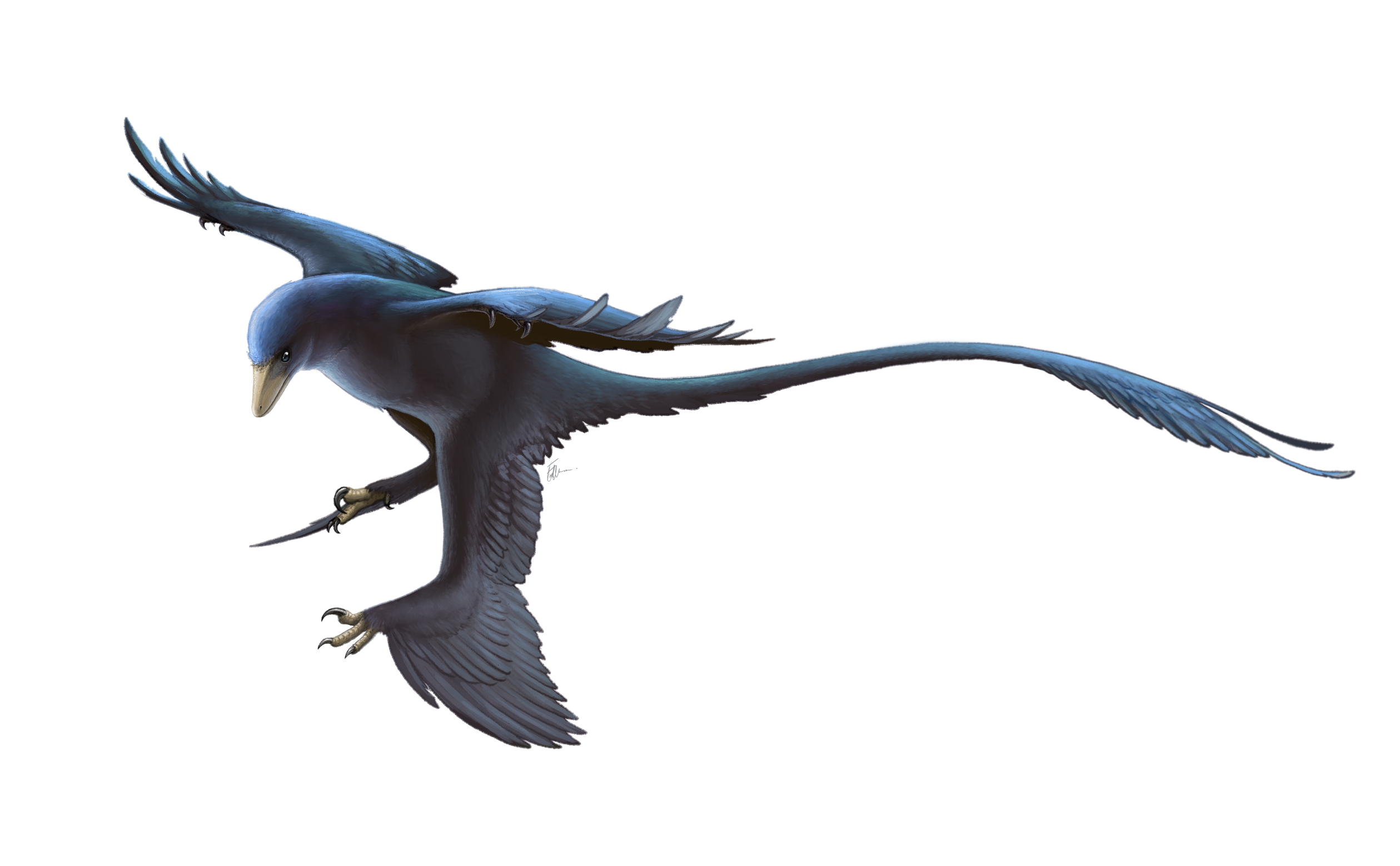
Микрораптор (Microraptor) — оперённый динозавр, имевший перья на всех четырёх конечностях.

Стадии эволюции пера по Xu и Guo.

Начальные стадии эмбрионального развития пера сходны с развитием чешуи. Поэтому ранее считалось, что перья возникли в результате эволюционных преобразований чешуи.
Самым ранним из известных перьев, вероятно, является окаменелость, описанная под названием Praeornis sharovi.
Эволюционное происхождение перьев можно проследить, начиная с хищных динозавров синозавроптерикса и дилонга, покрытых волокнистым пухом. У каудиптерикса, синорнитозавра и микрораптора можно наблюдать настоящие перья. Возможно, перья появились гораздо раньше, поскольку протоперья обнаружены у древнего птицетазового динозавра кулиндадромея.

## Виды перьев
В зависимости от предназначения и местоположения различают три основных вида перьев: пух, контурные и маховые перья. Основные виды, в свою очередь, подразделяются на:
- Пух:
  - собственно пух — перо с мягким стержнем и слабым развитием опахала, находится на теле, предназначен для теплоизоляции;
  - пуховые перья — перья промежуточного типа между контурными и пухом, имеют относительно длинный и упругий стержень, но их бородки не сцеплены в пластинку опахала.
- Контурные перья:
  - кроющие — на теле, делают форму тела обтекаемой.
- Маховые перья:
  - первого порядка — на крыльях. Прикрепляются к кисти. У летающих птиц их обычно 10 (дятлы), 11 (утки) или 12 (поганки);
  - второго порядка — на крыльях. Сидят на предплечье. Их количество варьируется от 6 (колибри) до 37 (альбатросы);
  - рулевые — на хвосте. Их бывает от 8-10 у дятла, 24 у лебедя и до 26 у некоторых бекасов.
- Другие разновидности:
  - вибриссы — перья, которые утратили бородки, но сохранили стержень. Они располагаются у основания клюва и выполняют осязательную функцию;
  - «украшающие» — разнообразные видоизменения контурного пера, характерные для брачного наряда самцов.

## Строение и рост пера

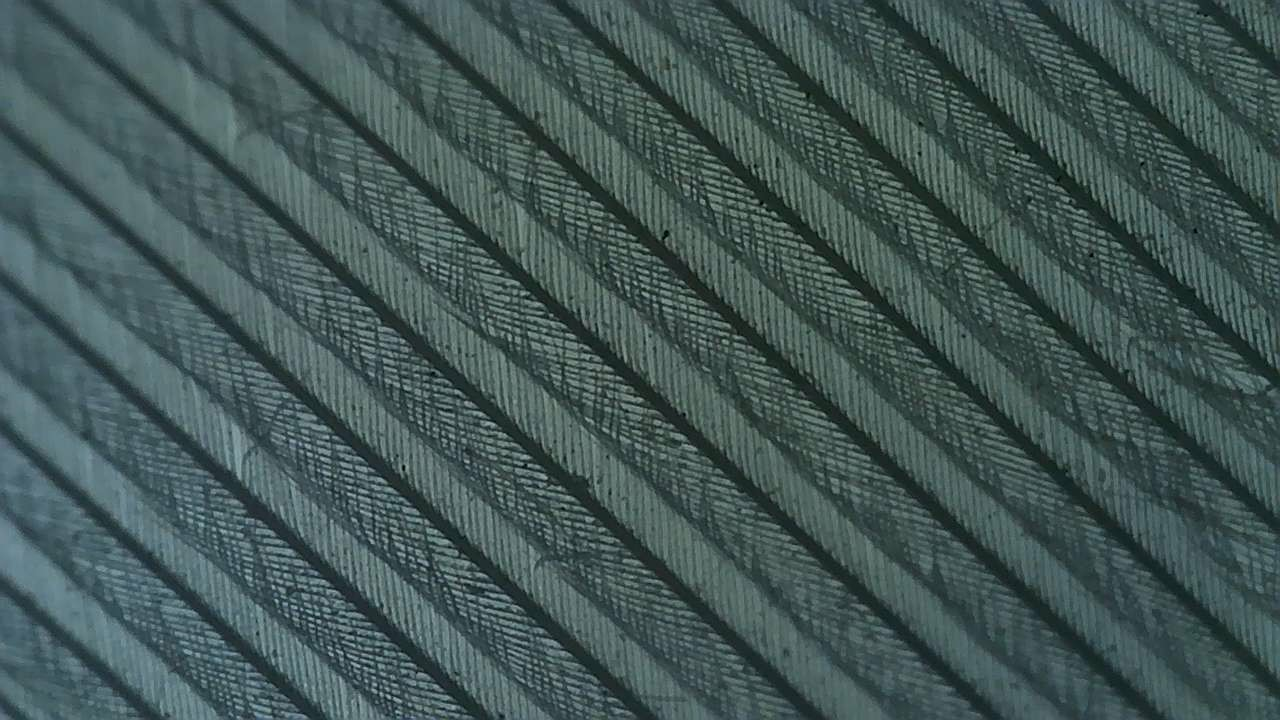
Перо кряквы обыкновенной под микроскопом с заметным переплетением крючков бородок

Перья — роговые накожные образования, растущие из расположенных рядами углублений кожи, называемых птерилиями. Лишь у немногих нелетающих птиц, как например, у пингвинов, птерилии не выражены, а перья растут равномерно по всему телу.
Контурные перья покрывают всё тело птицы и имеют хорошо развитый плотный стержень, основание которого — полый очин — охватывается находящейся в коже перьевой сумкой. Глубина перьевой сумки больше у крупных перьев. От стержня отходят упругие бородки, которые несут бородочки с крючочками, которые сцепляются с крючочками соседних бородок, образуя опахало пера. В самой нижней части пера бородки обычно являются более мягкими и длинными, а их бородочки не имеют крючочков — данный участок называют пуховой частью опахала. Особенности строения перьев могут варьировать у разных групп птиц. Так виды, живущие в суровых температурных условиях, обычно обладают более сильно развитой пуховой частью опахала.
У большинства птиц имеются пуховые перья (стержень мягкий) и пух (стержень совсем редуцирован), мягкие и длинные бородки которых несут мягкие бородочки, лишённые крючочков, из-за чего сцепленного опахала не образуется. Между типичным пером, пуховым пером и пухом существуют разнообразные промежуточные типы. Пуховые перья обычно располагаются по птерилиям. Пух относительно равномерно покрывает всё тело (веслоногие, гусеобразные, многие хищные птицы и др.), либо имеется только на аптериях (цапли, куриные, совы, многие воробьиные и др.), либо — только на птерилиях (тинаму). Обычно пуховые перья и пух прикрыты контурными перьями. Только у немногих птиц (грифы, марабу и др.) голова и часть шеи покрыты только пухом. Нитевидные перья расположены под контурными перьями, обладают длинным тонким стержнем и редуцированными бородками. Видимо, они выполняют осязательную функцию.
Расположение и форма птерилий часто служат систематическим признаком. В пределах одного вида окрас и форма перьев может различаться в зависимости от возраста, пола или социального статуса птицы. Во время формирования перьев в ороговевающих клетках откладываются пигменты, обусловливающие характерную для каждого вида окраску. Наиболее распространёнными являются пигменты двух типов: меланины и липохромы. Меланины (эумеланин, феомеланин) обусловливают окраску перьев в разные оттенки чёрного, коричневого, красновато-бурого и жёлтого цветов. Липохромы обычно обеспечивают более яркую окраску: красную (зооэретрин, фазианоэретрин), зелёную (зоопразин, фазиановердин), жёлтую (зооксантин), синюю (птилопин) и др. Сочетание в одном пере разных пигментов усложняет окраску, делает её более разнообразной. Белая окраска создаётся полным отражением света от наполненных воздухом прозрачных полых роговых клеток пера при полном отсутствии
пигментов. Металлический отблеск перьев создаётся благодаря разложению света поверхностными клетками пера (своеобразными призмами). Под воздействием внешних факторов пигменты в перьях постепенно разрушаются, и окраска пера со временем становится более тусклой.

## Окраска
Главный пигмент — меланин, дающий все цвета от чёрного до жёлтого. Располагается глыбками между кератиновыми клетками, куда доставляется меланоцитами. Также имеются и дополнительные (каротиноиды), например, у фазанов в брачном наряде (красный астаксантин), ярко-жёлтая окраска канареек (зооксантин), кроме того имеются уникальные каротиноиды у африканских турако (порфирин (красный) и тураковердин (зелёный), отличаются содержанием меди и железа соответственно). Чаще всего дополнительные пигменты имеются у тропических птиц, так как они несколько упрощают микроструктуру пера и ведут к падению теплоизолирующих свойств, что критично для холодных регионов. Синий цвет в окраске обусловлен не пигментом, а интерференцией света в слоистых структурах: слой кератина, слой полых клеток с толстыми слоями и слой меланина.

## Применение перьев человеком

### Пух
- Набивка подушек, одежды.

### Очин
- Для письма
- Для изготовления рыболовных поплавков
- Для внутривенных вливаний растворов

### Опахало
- Украшения разного назначения, в первую очередь головных уборов
- Оперение для стрел